# Campionati del mondo di atletica leggera 2023 - Staffetta 4×400 metri femminile
La staffetta 4×400 metri femminile dei campionati del mondo di atletica leggera 2023 si è svolta tra il 26 e il 27 agosto presso il centro nazionale di atletica leggera di Budapest, in Ungheria.

## Podio
| Pos.    | Nazionalità | Prestazione |
| ------- | --- | ----------- |
| Oro     | Paesi Bassi Eveline Saalberg, Lieke Klaver, Cathelijn Peeters, Femke Bol, Naomi van Den Broeck*, Imke Vervaet*, Hanne Claes*, Helena Ponette* | 3'20"72     |
| Argento | Giamaica Candice McLeod, Janieve Russell, Nickisha Pryce, Stacey Ann Williams, Charokee Young*, Shiann Salmon*                                | 3'20"88     |
| Bronzo  | Gran Bretagna Laviai Nielsen, Amber Anning, Ama Pipi, Nicole Yeargin, Nicole Yeargin*, Yemi Mary John*                                        | 3'21"04     |

## Situazione pre-gara

### Record
Prima di questa competizione, il record del mondo (RM) e il record dei campionati (RC) erano i seguenti.
| Record                | Prestazione | Atleta                                                                                    | Data                                | Competizione   |
| --------------------- | ----------- | ----------------------------------------------------------------------------------------- | ----------------------------------- | -------------- |
| Record mondiale       | 3'15"17     | Unione Sovietica Tatyana Ledovskaya, Olga Nazarova, Mariya Pinigina, Olga Bryzgina        | 1º ottobre 1988 Seul, Corea del Sud | Olimpiadi 1988 |
| Record dei campionati | 3'16"71     | Stati Uniti Gwen Torrence, Maicel Malone-Wallace, Natasha Kaiser-Brown, Jearl Miles-Clark | 22 agosto 1993 Stoccarda, Germania  | Mondiali 1993  |

### Campionesse in carica
Le campionesse in carica, a livello mondiale e olimpico, erano:
| Campionesse | Atleta | Prestazione | Data                          | Competizione   |
| ----------- | --- | ----------- | ----------------------------- | -------------- |
| Olimpiche   | Stati Uniti Sydney McLaughlin, Allyson Felix, Dalilah Muhammad, Athing Mu, Kaylin Whitney*, Wadeline Jonathas*, Kendall Ellis*, Lynna Irby* | 3'16"85     | 7 agosto 2021 Tokyo, Giappone | Olimpiadi 2021 |
| Mondiali    | Stati Uniti Talitha Diggs, Abby Steiner, Britton Wilson, Sydney McLaughlin, Allyson Felix*, Kaylin Whitney*, Jaide Stepter Baynes*          | 3'17"79     | 24 luglio 2022 Eugene, USA    | Mondiali 2022  |

### La stagione
Prima di questa gara, le squadre con le migliori tre prestazioni dell'anno erano:
| Pos. | Atleta                                                                                            | Prestazione | Data                                         |
| ---- | ------------------------------------------------------------------------------------------------- | ----------- | -------------------------------------------- |
| 1    | Lanae-Tava Thomas, Kennedy Simon, Julien Alfred, Rhasidat Adeleke Stati Uniti (squadra del Texas) | 3'23"76     | 1º aprile 2023 Austin, Stati Uniti d'America |
| 2    | Zurian Hechavarría, Rose Mary Almanza, Lisneidy Veitía, Roxana Gómez Cuba                         | 3'26"08     | 7 luglio 2023 San Salvador, El Salvador      |
| 3    | N'Ketia Seedo, Laviai Nielsen, Seren Bundy-Davies, Carys McAulay, Emily Newnham Gran Bretagna     | 3'26"70     | 23 luglio 2023 Annecy, Francia               |

## Risultati

### Qualificazioni
Le prime tre squadre di ogni batteria (Q) e i due tempi migliori tra le escluse (q) si qualificano alla finale.

### Batteria 1
Le batterie di qualificazione si sono svolte il 26 luglio a partire dalle ore 19,55.
| Pos. | Corsia | Nazione     | Atlete                                                                                          | Tempo   | Note                                     |
| ---- | ------ | ----------- | ----------------------------------------------------------------------------------------------- | ------- | ---------------------------------------- |
| 1    | 8      | Giamaica    | Charokee Young, Nickisha Pryce, Shiann Salmon, Stacey Ann Williams                              | 3'22"74 | Q                                        |
| 2    | 6      | Canada      | Zoe Sherar, Aiyanna Stiverne, Kyra Constantine, Grace Konrad                                    | 3'23"29 | Q                                        |
| 3    | 3      | Paesi Bassi | Eveline Saalberg, Cathelijn Peeters, Lisanne De Witte, Femke Bol                                | 3'23"75 | Q                                        |
| 4    | 2      | Polonia     | Alicja Wrona-Kutrzepa, Marika Popowicz-Drapała, Patrycja Wyciszkiewicz-Zawadz,Natalia Kaczmarek | 3'24"05 | q                                        |
| 5    | 5      | Francia     | Amandine Brossier, Louise Maraval, Sounkamba Sylla, Camille Seri                                | 3'27"50 | qR                                       |
| 6    | 4      | Germania    | Luna Thiel, Alica Schmidt, Mona Mayer, Carolina Krafzik                                         | 3'27"74 | Miglior prestazione personale stagionale |
| 7    | 9      | Spagna      | Eva Santidrián, Herminia Parra, Laura Bueno, Barbara Camblor                                    | 3'31"91 |                                          |
|      | 7      | Nigeria     | Ella Onojuvwevwo, Patience Okon George, Opeyemi Deborah Oke, Imaobong Nse Uko                   | dq      | [ 4 ]                                    |

### Batteria 2
| Pos. | Corsia | Nazione       | Atlete                                                                   | Tempo   | Note                                     |
| ---- | ------ | ------------- | ------------------------------------------------------------------------ | ------- | ---------------------------------------- |
| 1    | 3      | Gran Bretagna | Laviai Nielsen, Amber Anning, Nicole Yeargin, Yemi Mary John             | 3'23"33 | Q                                        |
| 2    | 5      | Belgio        | Naomi van Den Broeck, Imke Vervaet, Hanne Claes, Helena Ponette          | 3'23"63 | Q                                        |
| 3    | 4      | Italia        | Alice Mangione, Ayomide Folorunso, Alessandra Bonora, Giancarla Trevisan | 3'23"86 | Q                                        |
| 4    | 6      | Irlanda       | Sophie Becker, Róisín Harrison, Kelly McGrory, Sharlene Mawdsley         | 3'26"18 | q                                        |
| 5    | 2      | Ungheria      | Evelin Nádházy, Bianka Kéri, Fanni Rapai, Janka Molnár                   | 3'27"79 | q                                        |
| 6    | 9      | Svizzera      | Giulia Senn, Julia Niederberger, Rachel Pellaud, Catia Gubelmann         | 3'29"07 | Miglior prestazione personale stagionale |
| 7    | 1      | Cuba          | Zurian Hechavarría, Lisneidy Veitía, Rose Mary Almanza, Roxana Gómez     | 3'29"70 |                                          |
| 8    | 8      | Botswana      | Lydia Jele, Oratile Nowe, Galefele Moroko, Obakeng Kamberuka             | 3'31"85 |                                          |
|      | 7      | Stati Uniti   | Lynna Irby-Jackson, Rosey Effiong, Quanera Hayes, Alexis Holmes          | dq      | [ 5 ]                                    |

### Finale
La finale si è svolta il 27 agosto alle ore 21:50.
| Pos.    | Corsia | Nazione       | Atleti                                                                                           | Tempo   | Note                                     |
| ------- | ------ | ------------- | ------------------------------------------------------------------------------------------------ | ------- | ---------------------------------------- |
| Oro     | 9      | Paesi Bassi   | Eveline Saalberg, Lieke Klaver, Cathelijn Peeters, Femke Bol                                     | 3'20"72 | Miglior prestazione mondiale stagionale  |
| Argento | 8      | Giamaica      | Candice McLeod, Janieve Russell, Nickisha Pryce, Stacey Ann Williams                             | 3'20"88 | Miglior prestazione personale stagionale |
| Bronzo  | 7      | Gran Bretagna | Laviai Nielsen, Amber Anning, Ama Pipi, Nicole Yeargin                                           | 3'21"04 | Miglior prestazione personale stagionale |
| 4       | 5      | Canada        | Zoe Sherar, Aiyanna Stiverne, Kyra Constantine, Grace Konrad                                     | 3'22"42 | Miglior prestazione personale stagionale |
| 5       | 6      | Belgio        | Helena Ponette, Imke Vervaet, Hanne Claes, Camille Laus                                          | 3'22"84 | Miglior prestazione personale stagionale |
| 6       | 2      | Polonia       | Alicja Wrona-Kutrzepa, Marika Popowicz-Drapała, Patrycja Wyciszkiewicz-Zawadz, Natalia Kaczmarek | 3'24"93 |                                          |
| 7       | 4      | Italia        | Alice Mangione, Anna Polinari, Alessandra Bonora, Giancarla Trevisan                             | 3'24"98 |                                          |
| 8       | 3      | Irlanda       | Sophie Becker, Róisín Harrison, Kelly McGrory, Sharlene Mawdsley                                 | 3'27"08 |                                          |
| 9       | 1      | Francia       | Amandine Brossier, Louise Maraval, Marjorie Veyssiere, Camille Seri                              | 3'28"35 |                                          |